# Великий мастурбатор
«Великий мастурбатор» (фр. Visage du Grand Masturbateur, 1929 г.) — картина Сальвадора Дали в стиле сюрреализма, в данный момент выставлена в Центре искусств королевы Софии в Мадриде (Испания).
В центре картины изображено смотрящее вниз деформированное человеческое лицо, чьим прототипом стала скала на побережье Кадакеса в Каталонии. Похожий профиль изображён также на более известной картине Дали «Постоянство памяти» (1931). Из нижней части головы поднимается обнажённая женская фигура, напоминающая музу художника Галу. Рот женщины тянется к скрытым под лёгкой одеждой мужским гениталиям, намекая на предстоящую фелляцию. Мужская фигура изображена только от пояса до колен со свежими кровоточащими порезами.
Под человеческим лицом, на его рту, сидит саранча (в некоторых случаях ошибочно принятая за кузнечика из-за плохого перевода ранних записей Дали) — насекомое, перед которым художник испытывал иррациональный страх. По брюшку саранчи и по центральной фигуре ползут муравьи — популярный мотив в работах Дали — символ разложения. Под саранчой изображена пара фигур, отбрасывающая одну общую тень. В нижнем левом углу картины одинокая фигура торопливо удаляется вдаль. Помимо этого на полотне присутствуют также яйцо (символ плодородия), нагромождение камней и (под лицом женщины) цветок каллы с фаллообразным пестиком.
«Великий мастурбатор» имеет большое значение для исследования личности художника, поскольку навеяна его подсознанием. Картина отображает противоречивое отношение Дали к сексу. В его детстве отец Дали оставил на пианино книгу с фотографиями гениталий, поражённых венерическими заболеваниями, что привело к ассоциированию секса с гниением и надолго отвратило юного Дали от половых отношений.
Дали хранил эту картину в собственной коллекции в Театре-музее Дали в Фигерасе до самой смерти, после чего «Великий мастурбатор» стал частью национальной коллекции и был перемещён в мадридский музей.